# Leone Magiera
Leone Magiera (Modena, 26 giugno 1934) è un pianista, direttore d'orchestra e insegnante di canto italiano.
Nel 2022 fonda l'Associazione Leone Magiera con lo scopo di promuovere e sostenere giovani artisti in ambito musicale, portare avanti la tradizione della musica classica e del canto lirico italiano e di promuovere e sostenere giovani artisti che operano nelle arti visive, performative e multimediali. Presidente Onorario del Teatro Comunale Claudio Abbado di Ferrara è Ambasciatore per meriti artistici presso l'Alto Commissariato delle Nazioni Unite per i Diritti Umani.

## Biografia
Magiera è nato a Modena nel 1934 dall'ingegnere Ubaldo, appartenente ad un'antica famiglia modenese di giuristi, e Anna Maria Gatti Grami, discendente da una stirpe di possidenti terrieri originari di Moglia.

Ragazzo prodigio, si è esibito per la prima volta in concerto a 12 anni, è cresciuto alla scuola di Lino Rastelli, Giorgio Vidusso e Alberto Mozzati e si è diplomato in pianoforte col massimo dei voti all'età di 18 anni, al conservatorio "Arrigo Boito" di Parma. Successivamente si è diplomato in canto (ramo didattico), direzione di coro, composizione e musica corale al conservatorio "Giovan Battista Martini" di Bologna, di cui diventerà, per concorso nazionale, docente a soli 25 anni e dove insegnerà per 35 anni. Suoi allievi sono stati Mirella Freni, Luciano Pavarotti, Ruggero Raimondi, Peter Glossop. Mirella Freni è stata anche la sua prima moglie, della quale è stato maestro e preparatore negli anni dello studio e nei primi venti anni di carriera. 
Amico d'infanzia di Luciano Pavarotti, è stato il suo preparatore, pianista accompagnatore e il direttore d'orchestra preferito. Magiera ha, infatti, diretto la terza recita della prima opera cantata da Pavarotti, (La bohème, la cui prima si è tenuta a Reggio Emilia il 29 aprile 1960), e lo ha accompagnato in più di mille concerti e recite teatrali; sempre lui ha diretto l'orchestra nell'ultima esibizione di Pavarotti, nell'aria Nessun dorma dalla Turandot, all'apertura dei Giochi Olimpici invernali di Torino nel 2006.
Come pianista si è esibito, sia come solista, sia come accompagnatore di cantanti, in tutti i più importanti festival, teatri del mondo e sale di concerto; tra essi, ricordiamo: Teatro alla Scala, Maggio Musicale Fiorentino, Festival di Salisburgo, Musikverein di Vienna, Opera di Parigi, Metropolitan di New York, con raffinati programmi cameristici e/o operistici. 
Come direttore d'orchestra e preparatore ha collaborato con molti dei più importanti direttori:  Otto Klemperer, Carlo Maria Giulini, Claudio Abbado, Zubin Mehta, Carlos Kleiber, Georg Solti. Con Herbert von Karajan ha avuto un rapporto artistico di particolare intensità: von Karajan lo ha voluto come collaboratore per  numerose produzioni operistiche e come coordinatore dei corsi per cantanti lirici al Festival di Salisburgo.
Nel corso della sua carriera musicale Magiera ha scoperto e seguito negli anni dell'affermazione diversi talenti del canto, come il tenore Fabio Sartori, i soprani Francesca Pedaci, Carmela Remigio e Mariangela Sicilia. Molto richiesto come didatta, è ancora impegnato in numerose masterclass, sia in Italia sia all'estero.
È stato segretario artistico del Teatro alla Scala di Milano, direttore della programmazione del Maggio Musicale Fiorentino e consulente musicale e direttore artistico di diverse associazioni musicali.
Ha pubblicato alcuni volumi dedicati al canto, tradotti in molte lingue: Luciano Pavarotti, Mirella Freni e Ruggero Raimondi per le edizioni Ricordi. Di recentissima pubblicazione il volume Karajan edito da La Nave di Teseo.
La sua discografia, in veste di pianista e di direttore d'orchestra, annovera centinaia di CD e DVD per le etichette EMI, DECCA, BASF, DGG.
Recentemente ha ripreso la carriera pianistica da solista e si è cimentato in programmi particolarmente complessi, che hanno evidenziato una solida tecnica e una straordinaria musicalità. Dopo il CD con una scelta di sonate di Clementi (ed. Bongiovanni), ha appena pubblicato con AURA Music un CD con i 24 Studi di Chopin. Di prossima pubblicazione, Scherzi e Ballate di Chopin.
Vive a Bologna.

## Onorificenze
Accademico onorario della Regia Accademia Filarmonica
- Bologna 1 febbraio 1984
Premio per l'arte- Ragno d'Oro 1990- UNICEF
Modena 10 febbraio 1990
Melwin Jones Fellow
Lions Clubs International Foundation
21 giugno 1991 
Ambasciatore dei Diritti umani per meriti artistici
Organizzazione per i Diritti umani in stato consultivo in ECOSOC (Economic Social Council), organo amministrativo delle Nazioni Unite
Maggio 2021
Presidente Onorario
Fondazione Teatro Comunale "Claudio Abbado" di Ferrara
Ottobre 2021

## Opere

### Saggi
- Mirella Freni, Ricordi, NR 135134, ISBN 978-88-7592-083-8
- Ruggero Raimondi, Ricordi, NR 136175, ISBN 978-88-7592-375-4
- Pavarotti visto da vicino, Ricordi, NR 139993, ISBN 978-88-7592-813-1
- Pavarotti Up Close, Ricordi, NR 140048, ISBN 978-88-7592-782-0
- Karajan - Ritratto inedito di un mito della musica, La nave di Teseo, ISBN 978-88-9395-060-2